# Makedepend

makedepend，在Unix系統上的工具程式，它能夠建立C語言程式檔案之間的依存關係（dependency）。通常使用於makefile之中，與make程式一起運作。

## 歷史
它最早是麻省理工學院雅典娜工程計劃的一部份。目前它的功能很大部份被Automake之類的工具所取代。

## 使用方式
makedepend 可以直接使用在一連串的程式檔案中：
```
makedepend [options] foo.c bar.c ...
```

但是，它比較常見的使用方式，是應用於makefile中。通常會使用在depend目標檔上，像是make depend會用makedepend來處理在專案中所有的程式碼檔案。以下是一個範例：
```
SRCS
 
=
 
file1.c
 
file2.c
 
...

CFLAGS
 
=
 
-O
 
-DHACK
 
-I../foobar
 
-xyz

depend
:

        
makedepend
 
--
 
$(
CFLAGS
)
 
--
 
$(
SRCS
)

```